# Fatih (district)
Pour les articles homonymes, voir Fatih.
 (avril 2023).
Si vous disposez d'ouvrages ou d'articles de référence ou si vous connaissez des sites web de qualité traitant du thème abordé ici, merci de compléter l'article en donnant les références utiles à sa vérifiabilité et en les liant à la section « Notes et références ».

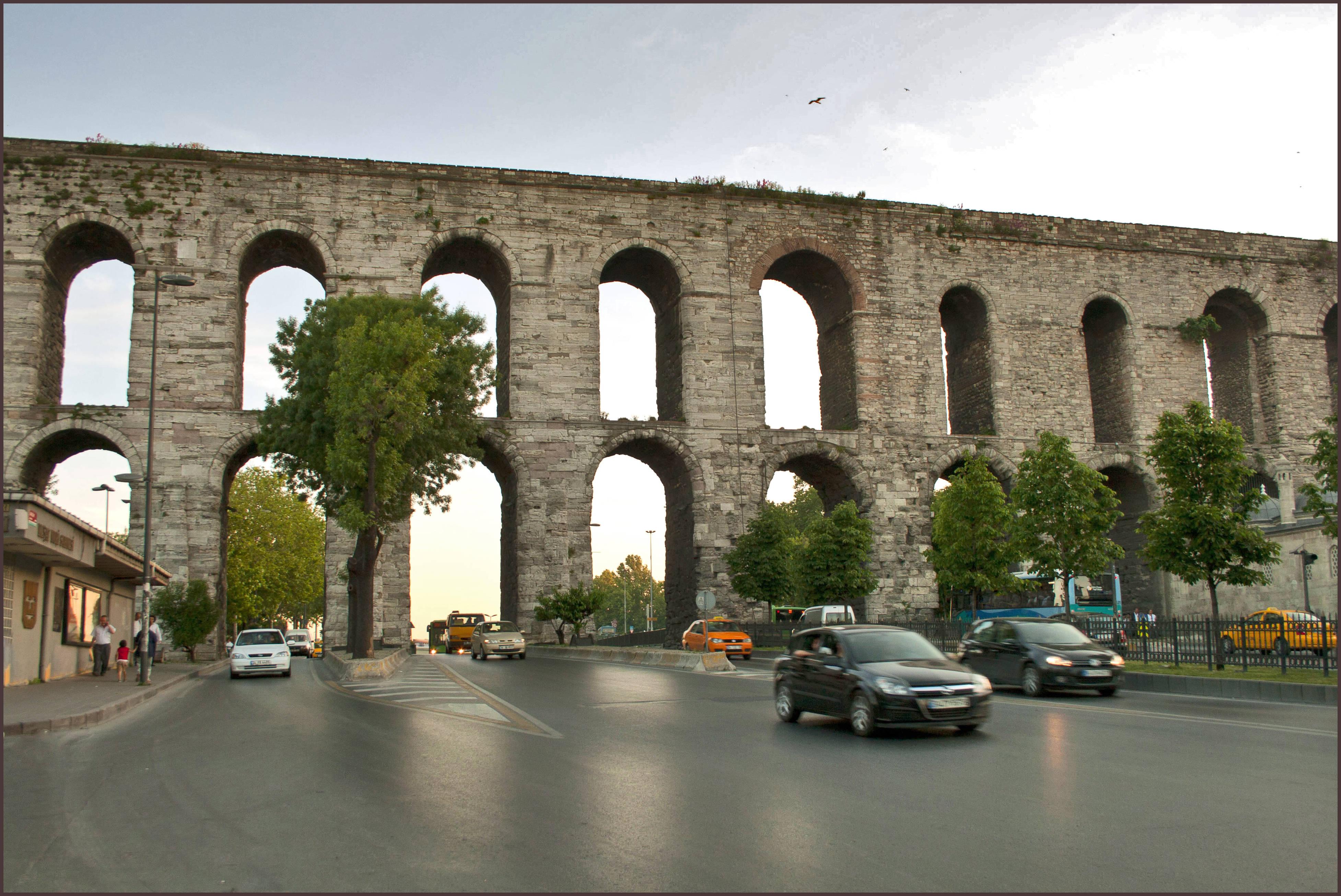
Aqueduc de Valens à Fatih.

Fatih (en français : « Conquérant ») est l'un des 39 districts de la ville d'Istanbul, en Turquie.
Fatih constitue le vieux quartier historique au cœur de la ville d'Istanbul. Il s'étend sur la zone prise par Mehmet le Conquérant, le 29 mai 1453, et aujourd'hui encore, on l'appelle le « vrai Istanbul » ou la « première Istanbul ». Si le quartier d'Eminönü, à la pointe de la péninsule historique, était un district séparé de 1928 à 2009, aujourd'hui, Fatih comprend toute la péninsule historique jusqu'aux murs de terre de Théodose à l'extrémité ouest de la vieille ville, c'est-à-dire les zones qui constituaient l'ensemble de la Constantinople byzantine.
Le quartier contient certains des plus importants monuments historiques d'Istanbul.

## Histoire

### Période byzantine

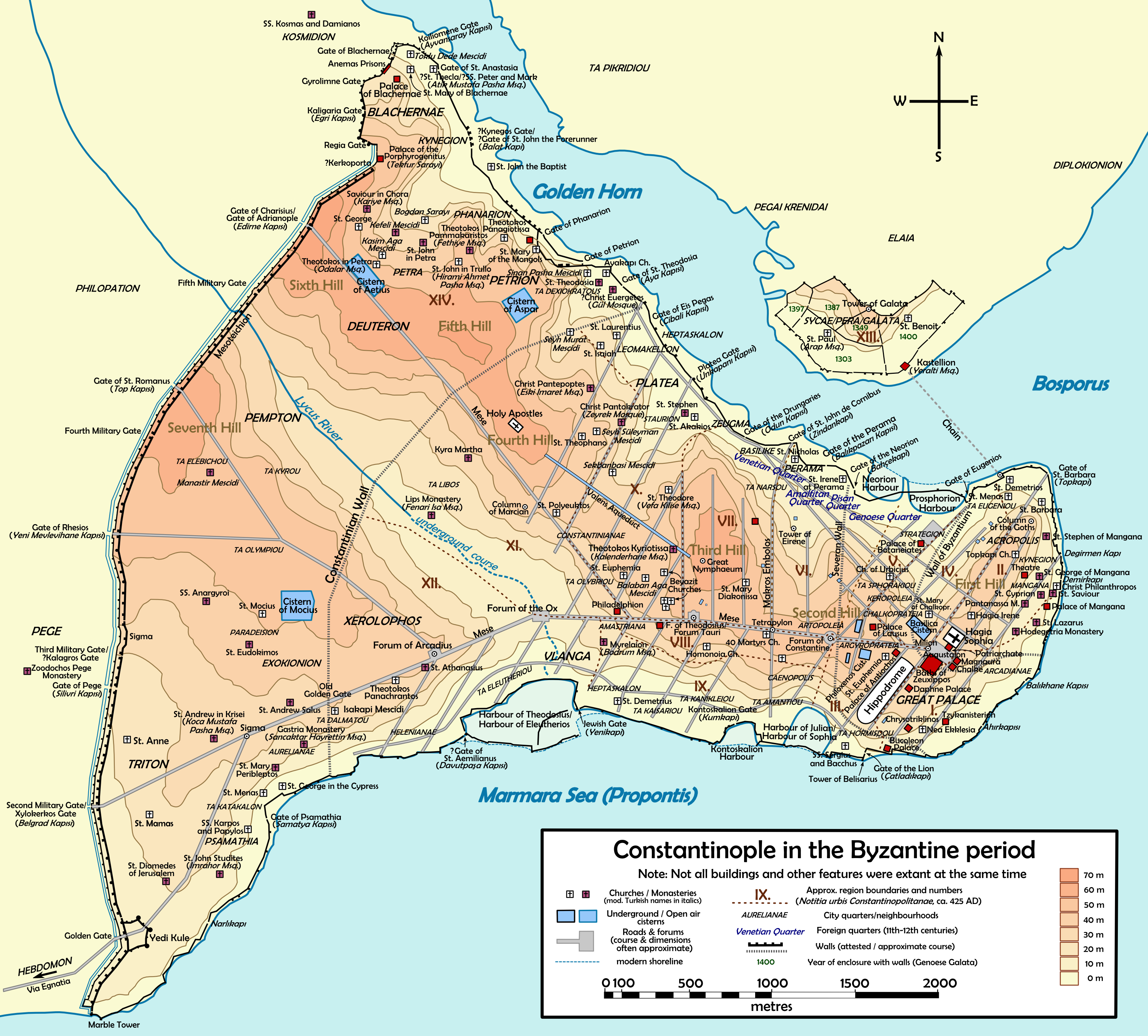
Carte de la ville pendant la période byzantine.

La route principale qui traverse Fatih est Fevzi Paşa Caddesi, qui part de Beyazıt (qui était connue comme le Forum Tauri à l'époque romaine), jusqu'aux murs de Théodose.
Pendant longtemps, ce fut l'une des principales artères de la ville.
Vers la droite (quand on sort de la ville) se trouve l'aqueduc de Valens de la période romaine, construit par l'empereur romain Valens, au IVe siècle.
Du fait de la situation qui surplombe la mer de Marmara et la Corne d'Or, il est facile de comprendre pourquoi les Byzantins ont construit un certain nombre de palais ici, qui ont ensuite été entourés par des quartiers surpeuplés.
En outre, le sommet des collines d'Istanbul est couronné d'édifices religieux depuis que la ville a été fondée, et la zone connue sous le nom de Fatih contient certaines de ces collines, telles que le mémorial de Constantin sur l'une d'elles, et l'Église des Saints Apôtres dédiée aux douze disciples de Jésus (qui en 1461 a été démolie par Mehmet le Conquérant pour faire place à la mosquée Fatih, qui a été construite à sa place). Enfin, à la suite du complexe de la mosquée Fatih, construit sur la quatrième colline, de nombreuses tombes et mosquées ont été par la suite construites par les Ottomans, comme la mosquée Nallı Masjid.
Les quartiers historiques byzantins sont : Exokiónion, Aurelianae, Xerólophos, ta Eleuthérou, Helenianae, Dalmatoú ta, Sigma, Psamátheia (Samatya), ta Katakalón, Paradeísion, ta Olympíou, ta Kyrou, Peghé, Rhéghion, ta Elebíchou, Leomákellon, Dexiokrátous ta, Petrion ou Petra, Phanàrion, EXI Marmara (Altimermer), Philopátion, Deutéron et Vlachernai.

### Période ottomane

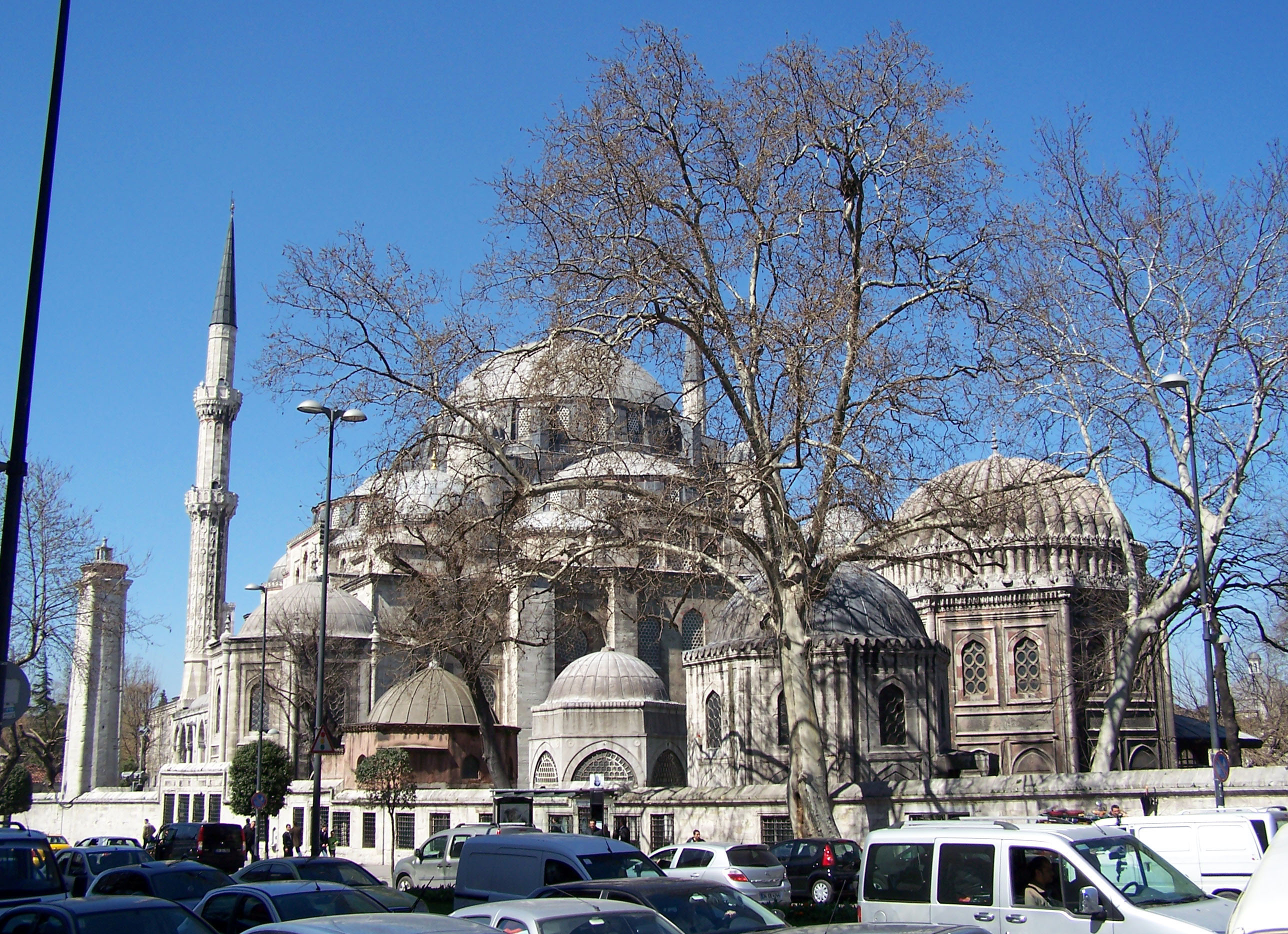
Mosquée Şehzade.

Le nom « Fatih » vient de l'empereur ottoman Mehmet le Conquérant, et signifie « conquérant » en turc, d'origine arabe.
La mosquée Fatih construite par Mehmet le Conquérant est dans ce quartier, tandis que sa tombe est à côté de la mosquée et est beaucoup visitée.
C'est sur les ruines de l'église des Saints Apôtres, détruite par des tremblements de terre et des années de guerre, que la mosquée Fatih a été construite, et autour de la mosquée une école de prière.
Immédiatement après la conquête, les groupes d'érudits islamiques ont transformé les principales églises de Sainte-Sophie et le Pantocrator (aujourd'hui mosquée Zeyrek) en mosquées, mais la mosquée Fatih et ses complexes l'entourant ont été le premier séminaire islamique construit dans les murs de la ville.
La construction du complexe de la mosquée a fait en sorte que la région a continué de prospérer au-delà de la conquête, les marchés ont grandi pour soutenir les milliers de travailleurs impliqués dans la construction et de leur fournir des matériaux, puis au service des étudiants du séminaire.
La zone est rapidement devenue un quartier turc avec un caractère pieux particulier en raison du séminaire.

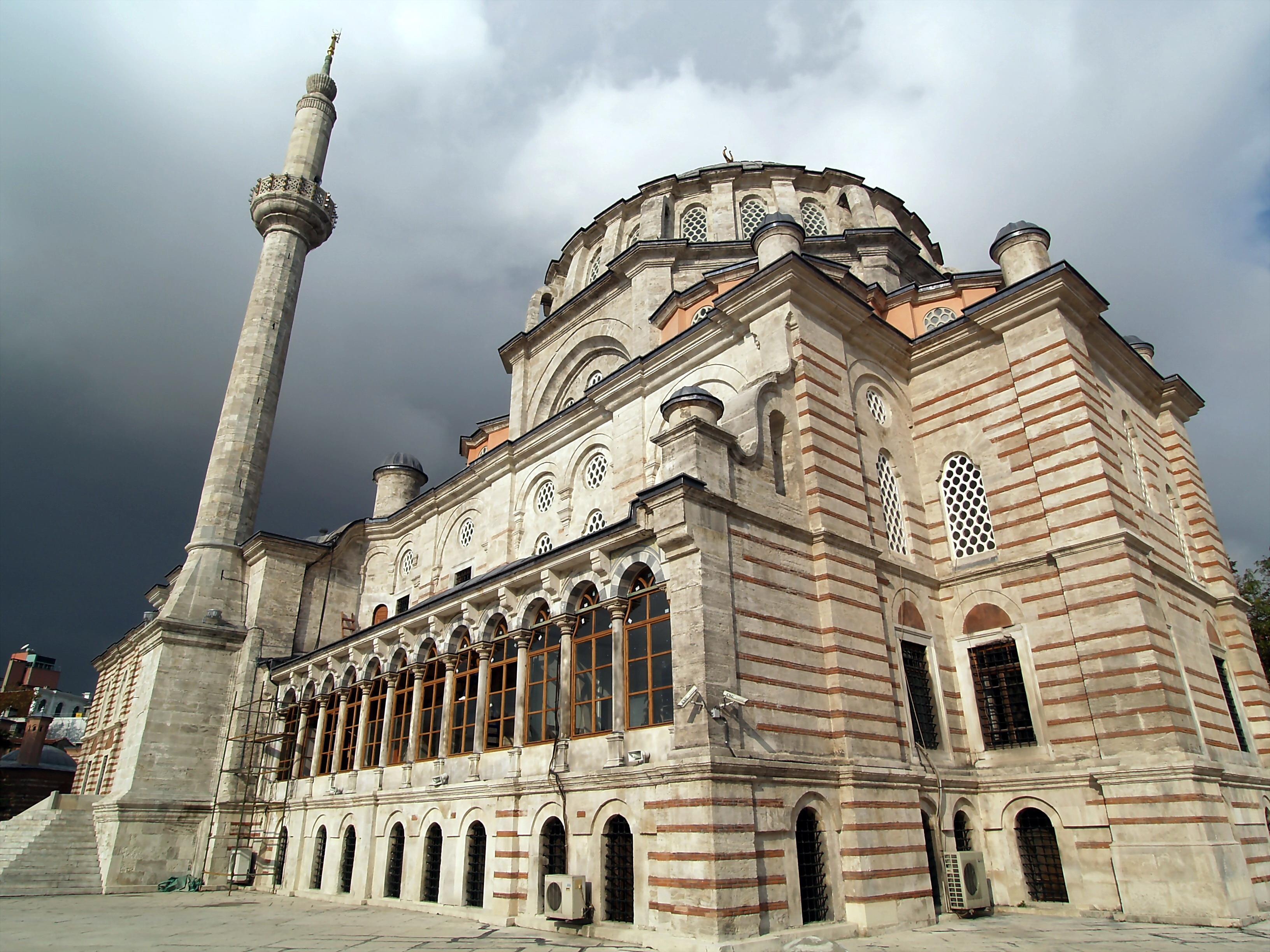
Mosquée Laleli.

Après la conquête, la Edirnekapı (ce qui signifie la porte d'Edirne) dans les remparts de la ville devient la route principale pour la Thrace et cela a donné un nouvel élan dans les quartiers surplombant la Corne d'Or.
La mosquée Fatih est sur la route d'Edirnekapı et le quartier de Fatih est devenu la partie la plus peuplée de la ville au début de la période ottomane. Au XVIe siècle des mosquées et des marchés ont été construits dans cette zone, parmi lesquels la mosquée Iskender Pacha, centre de l'ordre Naqshbandi en Turquie, et la mosquée Hirka-i-Sharif, qui abrite le manteau de Mahomet, exposé pendant le mois de Ramadan. De nombreux autres mosquées, écoles, bains et fontaines de la zone ont été construits par les dirigeants militaires et fonctionnaires de la cour ottomane.
À partir du XVIIIe siècle Istanbul a commencé à se développer en dehors des murs, puis a commencé la transformation de Fatih avec la construction des immeubles en béton que nous avons aujourd'hui.
Ce processus a été accéléré au cours des années par les incendies qui ont détruit des quartiers entiers de maisons en bois, et un tremblement de terre majeur en 1766, qui a détruit la mosquée de Fatih et de nombreux bâtiments environnants (qui ont ensuite été remis à neuf).
Les incendies ont continué de ravager la vieille ville, et les larges routes qui traversent la région aujourd'hui sont l'héritage de tout ce qui a brûlé.
Il y a peu de bâtiments en bois restants à Fatih aujourd'hui, bien que jusqu'aux années 1960, la région était couverte avec des rues étroites de bâtiments en bois.
Aujourd'hui, le district est en grande partie composé de rues étroites avec des immeubles de 5 ou 6 étages.

### Fatih aujourd'hui
À l'heure actuelle, Fatih contient des zones tels qu'Aksaray, Findikzade, Çapa, et Vatan Caddesi qui sont plus cosmopolites que l'image conservatrice extrême que le district a, aux yeux de beaucoup de gens (à cause de la communauté religieuse du quartier Çarşamba à l'intérieur du district). Avec Eminönü, qui a été officiellement une zone du district de Fatih jusqu'en 1928 (puis à nouveau depuis 2009), et avec ses murs byzantins historiques, conquis par Mehmet le Conquérant, Fatih est le « vrai » d'Istanbul de l'ancien temps, avant l'élargissement récent de la ville qui a commencé au cours du XIXe siècle.
Le quartier est devenu de plus en plus peuplé à partir des années 1960, et une grande partie des résidents de la classe moyenne ont déménagé du côté de l'Anatolie et vers d'autres parties de la ville.
Fatih est aujourd'hui essentiellement un quartier populaire, mais étant un secteur central et bien doté en ressources, elle possède une communauté établie de manière plus permanente que les résidents relativement plus pauvres des zones nouvellement construites, comme Bağcılar ou Esenler à l'ouest, qui sont presque entièrement habitées par les immigrants des années post-1980, qui sont venus à la ville dans une situation désespérée. 

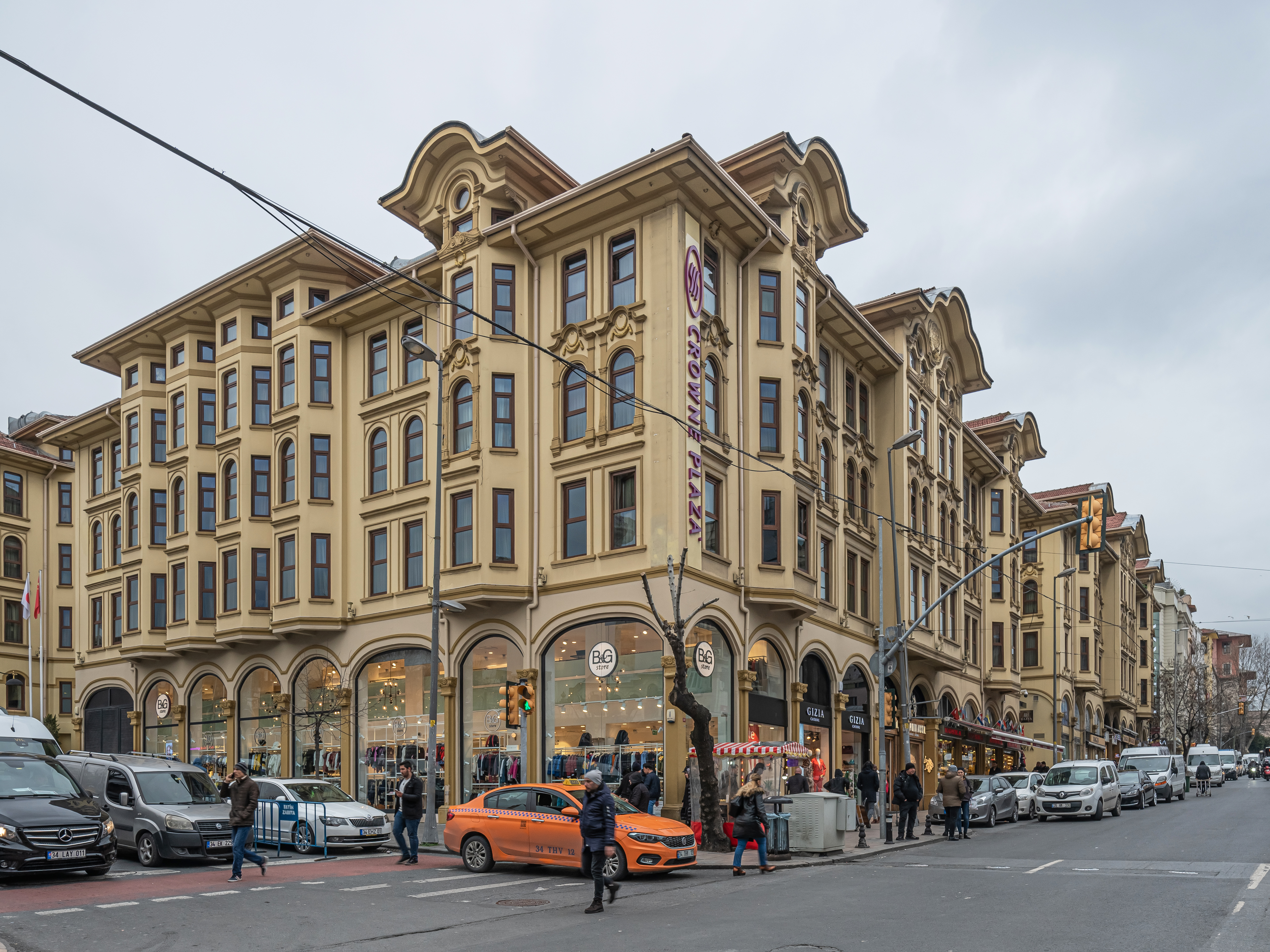
L'hôtel Crowne Plaza Old City.

Fatih, au moins, a été construit avec un certain degré de planification centralisé par la municipalité.
Outre l'Université Haliç et l'Université Kadir Has, deux facultés différentes des campus de médecine de l'Université d'Istanbul (Faculté de Médecine Çapa et Faculté de médecine Cerrahpaşa) sont à Fatih.
En outre, depuis 1586, le patriarcat orthodoxe chrétien de Constantinople a son siège dans l'église relativement modeste de Saint-Georges dans le quartier de Fener de Fatih.
Fatih a de nombreux théâtres, dont le célèbre Reşat Nuri Sahnesi.
Le quartier est bien desservi avec un certain nombre d'écoles, d'hôpitaux et d'équipements publics en général.
Comme Fatih est à côté d'Eminönü, il y a un choix plus réduit de commerce que dans d'autres domaines mais il y a encore des boutiques sur les artères principales, dont beaucoup ont de nombreux arbres.
Un certain nombre d'hôpitaux d'Istanbul, sont établis à Fatih, y compris les hôpitaux d'enseignement de l'Université d'Istanbul de Capa et Cerrahpaşa, l'hôpital public Haseki, l'hôpital public Samatya, et l'hôpital public Vakif Gureba.
Un tramway relie les quais de Sirkeci, à travers Sultanahmet, et jusqu'à Aksaray, qui est une partie de Fatih. Aussi, le siège de certaines des principales unités de la municipalité métropolitaine d'Istanbul, y compris l'Autorité des incendies de la ville, sont basés à Fatih.
Fatih a de nombreuses bibliothèques historiques et modernes, y compris le Kütüphanesi Edirnekapı Halk, Fener Rum Patrikhanesi Kütüphanesi (la bibliothèque du Patriarcat), Hekimoğlu Ali Pacha Halk Kütüphanesi, Université d'Istanbul Cerrahpaşa Astuce Fakültesi Kütüphanesi, İstanbul Üniversitesi Kütüphanesi Kardiyoloji Ensitütüsü, İstanbul Üniversitesi Tip Fakültesi Hulusi Kitaplığı Behçet, İstanbul Büyükşehir Belediyesi Kadın Eserleri Kütüphanesi, Millet Kütüphanesi, Mizah Kütüphanesi, Murat Molla Halk Kütüphanesi, Ragıppaşa Kütüphanesi et Yusufpasa Halk Kütüphanesi.
D'un autre côté, Fatih est aujourd'hui connu comme l'un des secteurs les plus conservateurs d'Istanbul en raison des résidents religieux du quartier Çarşamba qui est une part très réduite de ce quartier historique.
Çarşamba est célèbre pour ses hommes barbus dans leurs lourds manteaux, pantalons traditionnels shalwar et le turban islamique, tandis que les femmes vêtues de robes noires sont un spectacle courant dans ce domaine est très apprécié des membres de l'ordre soufi Naqshbandi affilié à un cheikh. Les partis conservateurs y font toujours de bons résultats.

## Démographie
| Année      | 1935    | 1940    | 1945    | 1950    | 1955    | 1960    | 1965    | 1970    | 1975    | 1980    | 1985    | 1990    | 1997    | 2000    | 2007    | 2010    |
| Population | 251 437 | 266 272 | 292 089 | 359 909 | 433 629 | 435 446 | 482 451 | 554 659 | 627 012 | 567 902 | 590 842 | 545 908 | 497 839 | 463 626 | 455 498 | 431 147 |

## Quartiers de Fatih
Le district de Fatih est divisé en 57 quartiers (mahalle au singulier en turc) :
- Aksaray
- Akşemsettin
- Alemdar
- Ali Kuşçu
- Atikali
- Ayvansaray
- Balabanağa
- Balat
- Beyazıt
- Binbirdirek
- Cankurtaran
- Cerrahpaşa
- Cibali
- Demirtaş
- Derviş Ali
- Eminsinan
- Hacıkadın
- Haseki Sultan
- Hırka-i Şerif
- Hobyar
- Hoca Gıyasettin
- Hocapaşa
- İskenderpaşa
- Kalenderhane
- Karagümrük
- Katip Kasım
- Kemalpaşa
- Küçükayasofya
- Koca Mustafapaşa
- Mercan
- Mesihpaşa
- Mevlanakapı
- Mimar Hayrettin
- Mimar Kemalettin
- Mollafenari
- Mollagürani
- Mollahüsrev
- Muhsinehatun
- Nişanca
- Rüstempaşa
- Saraçishak
- Sarıdemir
- Seyyid Ömer
- Silivrikapı
- Sultanahmet
- Sururi
- Süleymaniye
- Sümbülefendi
- Şehremini
- Şehsuvar Bey
- Tahtakale
- Tayahatun
- Topkapı
- Yavuz Sinan
- Yavuz Sultan Selim
- Yedikule
- Zeyrek

## Monuments

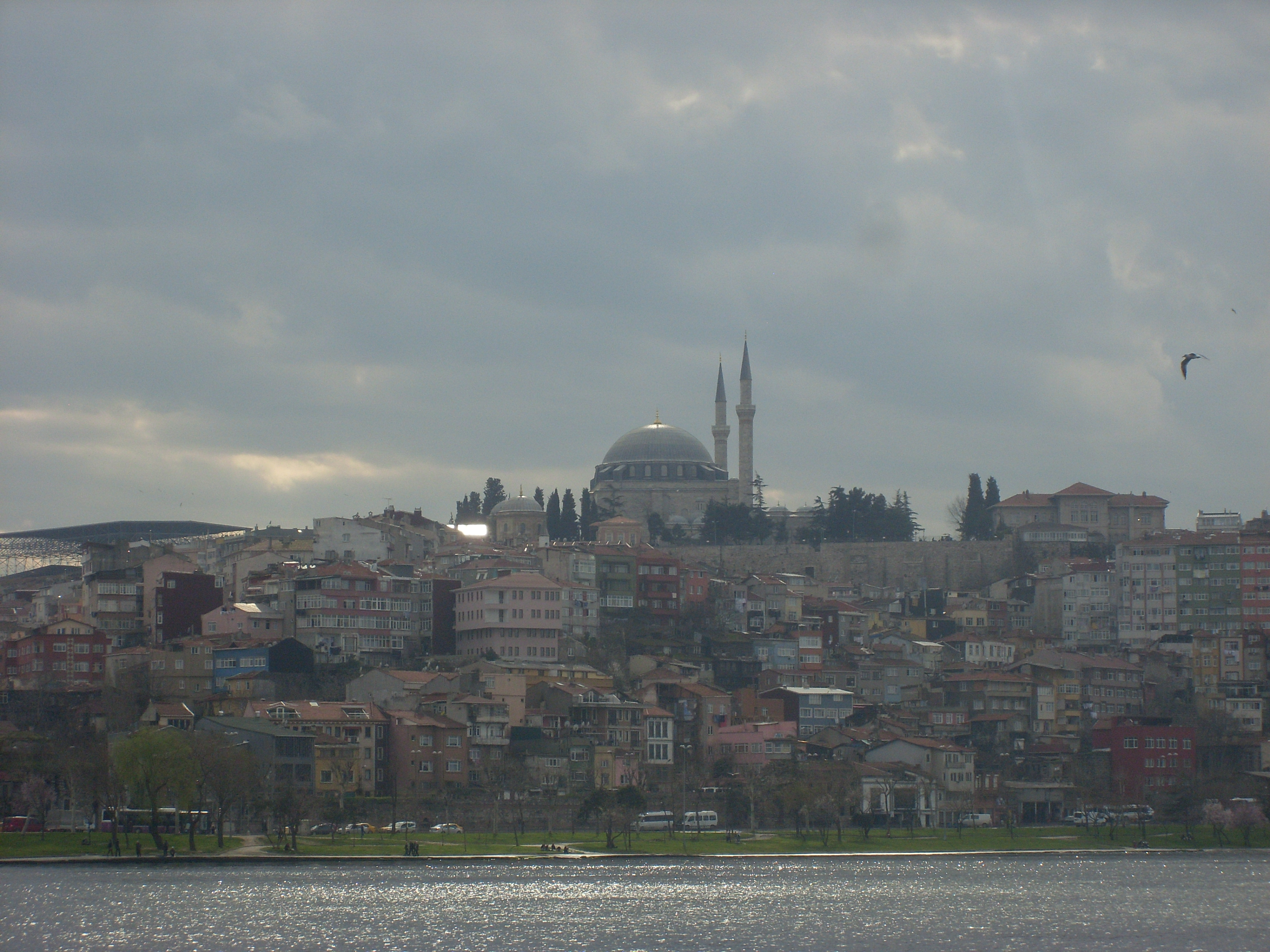
Mosquée du sultan Selim Ier depuis la Corne d'Or (mars 2013).

Aujourd'hui, il y a encore des vestiges des murs le long de la Corne d'Or et le long de la côte de Marmara, qui donne une idée de la forme de l'ancienne ville fortifiée.
Il existe également un certain nombre d'importantes structures architecturales dans le quartier de Fatih, y compris l'aqueduc de Valens à travers le Bulvarı Atatürk, la forteresse sur les murs de ville à Yedikule, le palais byzantin de Porphyrogénète, la colonne romaine de Marcien, le Cami Fethiye (l'ancienne l'église byzantine du Christ Pammacaristos), le Kariye Camii (l'ancienne église byzantine Saint-Sauveur in Chora), Gül Camii (une autre église byzantine ancienne), Fenari Isa Camisi (un complexe de deux églises byzantines), le Patriarcat grec avec l'Église de Saint - Georges dans le quartier de Fener, le Yavuz Selim Camii, et la mosquée Fatih elle-même.
Les tombes de certains des sultans célèbres, y compris Mehmet le Conquérant et Selim I ainsi que d'autres hommes d'État de l'Empire ottoman, y compris Gazi Osman Pacha sont à Fatih.